# Amt Insel Usedom-Mitte

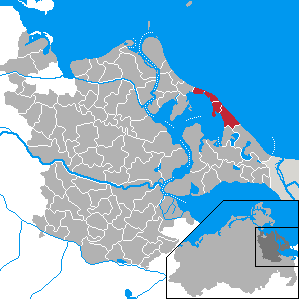
Ehemaliges Amt Insel Usedom-Mitte im früheren Landkreis Ostvorpommern

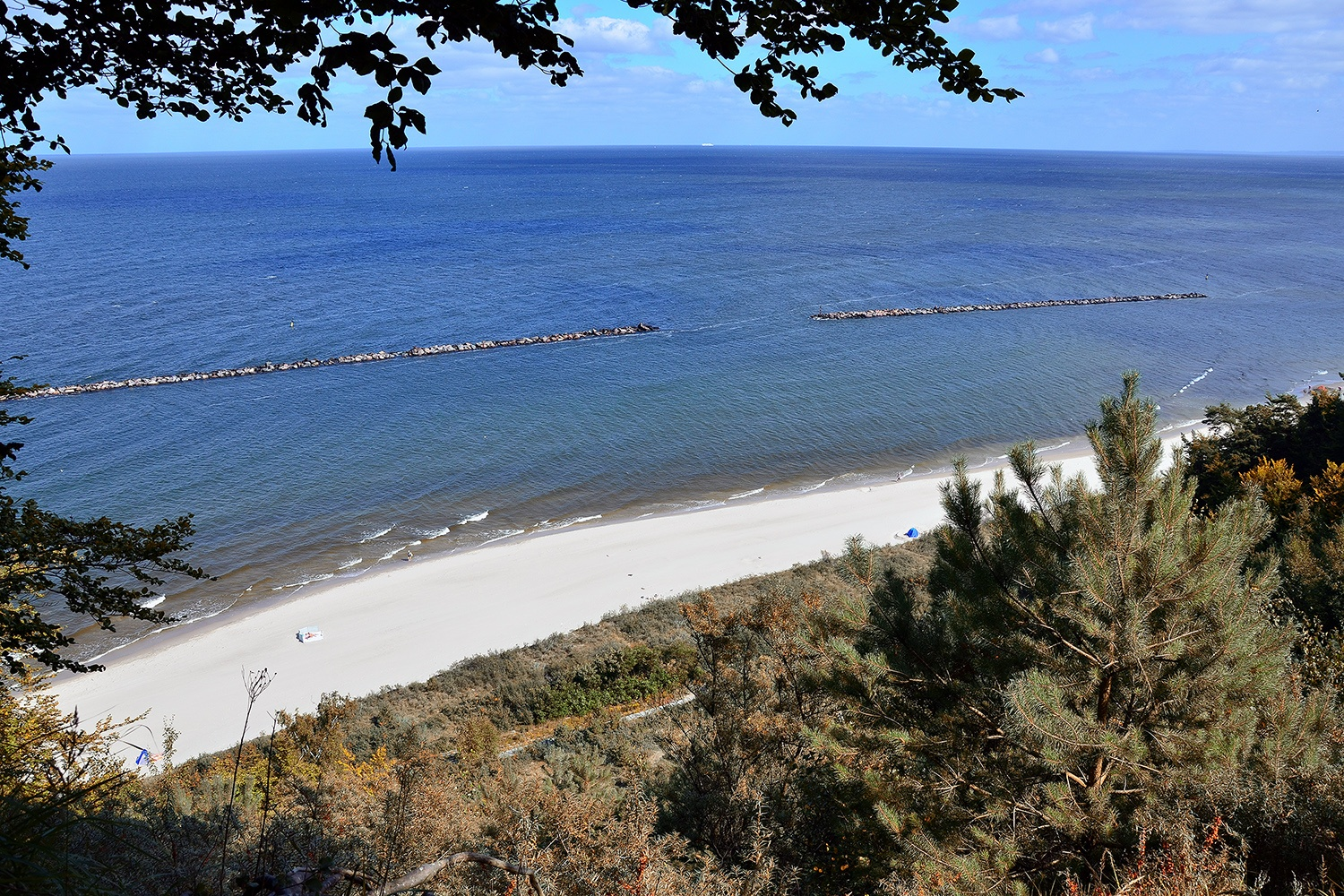
Aussicht vom Streckelsberg auf den Sandstrand von Koserow

Im ehemaligen Amt Insel Usedom-Mitte (vormals Landkreis Ostvorpommern in Mecklenburg-Vorpommern), das seit 1992 existierte, waren die vier Gemeinden Koserow, Loddin, Ückeritz und Zempin zur Erledigung ihrer Verwaltungsgeschäfte zusammengeschlossen. Der Verwaltungssitz befand sich in Koserow.
Das Amt Insel Usedom-Mitte wurde am 1. Januar 2005 aufgelöst und mit den ebenfalls aufgelösten Ämtern Ahlbeck bis Stettiner Haff und Am Schmollensee in das bestehende Amt Usedom-Süd eingegliedert.
Die vier Gemeinden des ehemaligen Amtes gründeten im gleichen Jahr den Vereinsverbund Usedomer Bernsteinbäder mit dem Ziel einer gemeinsamen touristischen Vermarktung.
Der sogenannte Bernsteinstrand, der von der Gemeindegrenze von Karlshagen bis nach Ückeritz reicht, ist 25 Kilometer lang und feinsandig. Es gibt in diesem Bereich einige Steilküstenabschnitte neben dem durchschnittlich 40 m breiten Sandstrand.